# Trio Armonia
Trio Armonia a fost o formație românească de muzică ușoară, înființată în 1954 la București. De-a lungul anilor 1960 a fost unul dintre cele mai apreciate grupuri vocale din țară. Trioul era inițial alcătuit din Margareta Mureșanu, Victoria Manolescu-Dinicu și Mona Scotti, însă la finele anilor 1960 a fost părăsit de Scotti.

## Activitate
Cântărețele s-au cunoscut ca membre ale corului Radiodifuziunii Române. Formația a debutat în 1954, participând în spectacolul O seară de muzică ușoară, dirijat de Edmond Deda; cu acea ocazie au interpretat piesele „Picături din cer” (compusă de Marius Mihail), „Moulin Rouge” (Georges Auric; la acest cântec s-a alăturat trioului un alt debutant, Mihai Kingsburg) și „Rumba negra” (Ernesto Lecuona).
Grupul a realizat numeroase înregistrări la Radiodifuziunea Română.

## Repertoriu
Mai jos este o listă de cântece interpretate de Trio Armonia. Pe lângă titluri sunt indicate anul când a fost lansată înregistrarea, numele compozitorului, cel al textierului și eventual cele ale interpreților cu care s-a colaborat pentru realizarea imprimării. Piesele nedatate sunt așezate la coada listei și ordonate alfabetic după titlu. În cazul cântecelor neînsoțite de o referință, sursa bibliografică folosită este Caraman Fotea, pag. 50.
- Picături din cer (1954, Marius Mihail/Florin Mugur)[3]
- Departe (1954, Marius Mihail/Ion Florea) – cu Alin Noreanu[3]
- Serenada Bucureștiului (1961, Florentin Delmar)[4]
- Amintiri din București (Sile Dinicu)
- Aș vrea (Radu Gheorghiu)[5]
- Cătălin (Temistocle Popa)
- Cine (Florentin Delmar)
- Cînd cîntă privighetorile (Aurel Giroveanu)
- Cînt de dragul tău (Temistocle Popa)
- Cîntecul iubirii va trăi mereu (Teodor Bratu)
- Luna, marea și noi (Henry Mălineanu)
- Nu uita (Gheorghe Ursan)
- Prima rîndunică (Aurel Giroveanu)
- Să nu mă-ntrebi de ce – cu Mara Ianoli
- Vocaliza a II-a (Eugen Teger)[2]
- Zboară săniuța (Sile Dinicu)